# آب و زمین

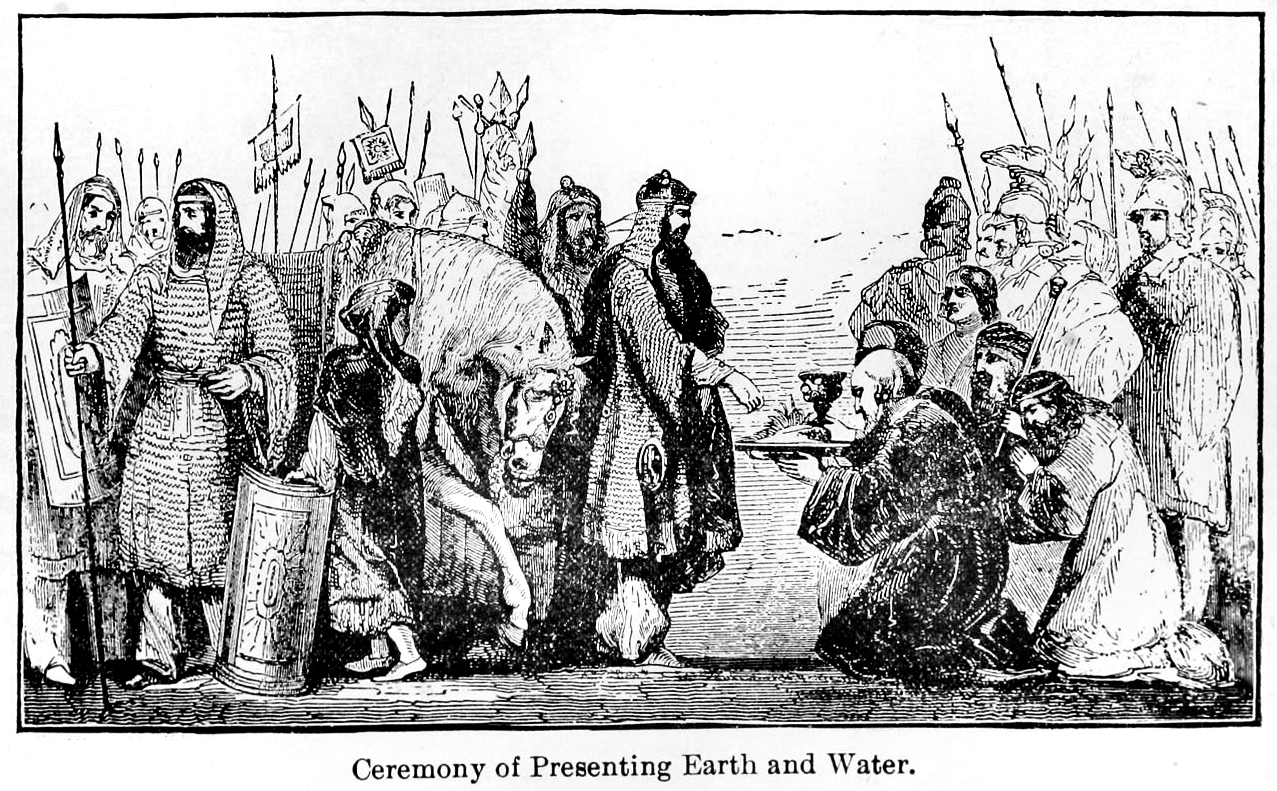
تقاضای امپراتوری ایران برای خراج رسمی از شهرها یا مردمی که به آن‌ها تسلیم شده‌اند

آب و زمین( γῆ καί ὕδωρ) مفهومی در نوشته‌های هرودوت وقایع نگار یونانی باستان برای نشان دادن تقاضای امپراتوری ایران برای خراج رسمی از شهرها یا مردمی که به آن‌ها تسلیم شده‌ بودند استفاده می‌شود. این عبارت، نشان از مفهومی از تبعیت بی قید و شرط از یک فاتح است.

## کاربرد در کتاب‌هایهرودوت
در کتاب چهارم، هرودوت برای اولین بار در پاسخ ایدانتیرسوس پادشاه سکاها به داریوش بزرگ از واژه آب و زمین یاد می‌کند. در کتاب ۵ نیز چنین آمده‌است که داریوش منادیانی را برای درخواست آب و زمین از آمونتاس یکم مقدونی پادشاه مقدونیه باستان فرستاد که او پذیرفت. همچنین در سال ۵۰۷ قبل از میلاد از سفارت آتن در آرتافرنه یکمدرخواست شد که او نیز موافقت کرد. در کتاب ششم، داریوش منادیانی را به سرتاسر یونان باستان فرستاد و از آنها خواست که برای پادشاه آب و زمین بخواهند البته دولت-شهرهای زیادی وجود نداشت که امتناع کرده باشند.
در کتاب هفتم، او نقل می‌کند که وقتی شاهنشاهی هخامنشی فرستادگانی را نزد اسپارت‌ها و آتنی‌ها فرستادند تا نماد سنتی تسلیم، یعنی پیشکش آب و زمین را طلب کنند، اسپارتی‌ها آنها را به چاه انداختند و آتنی‌ها آنها را به دره‌ای انداختند و پیشنهاد کردند. که پس از رسیدن به پایین، آنها می‌توانند «آن را برای خود حفر کنند.»